# Hymenochaete denticulata
Hymenochaete denticulata är en svampart som beskrevs av J.C. Léger & Lanq. 1992. Hymenochaete denticulata ingår i släktet Hymenochaete och familjen Hymenochaetaceae.   Inga underarter finns listade i Catalogue of Life.